# 열대 우림 기후

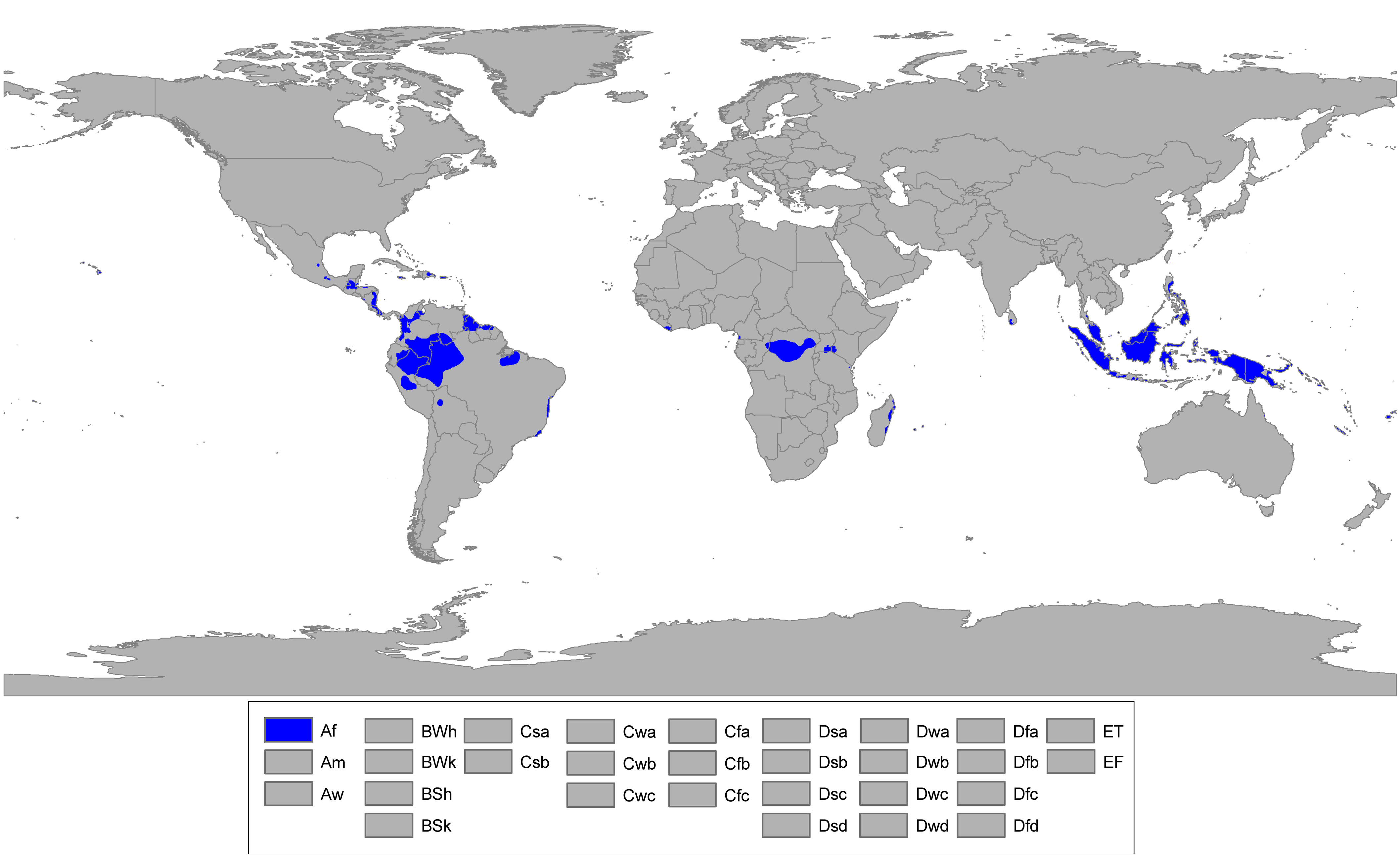
열대 우림 기후의 분포도

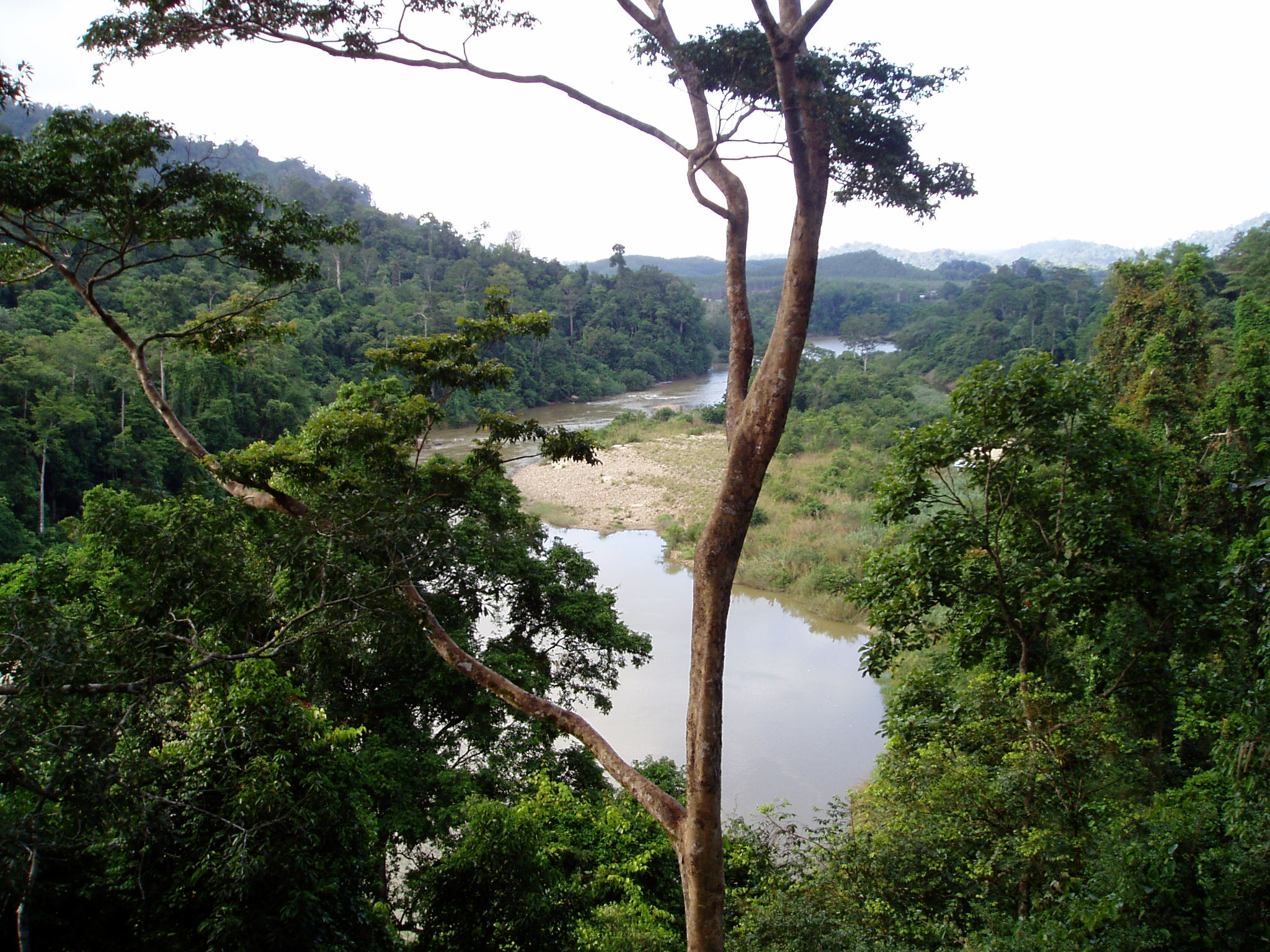
말레이시아의 열대 우림 기후 모습

열대 우림 기후는 쾨펜의 기후 구분에서 열대 기후에 속하며, 기호는 Af이다. 연중 적도 수렴대의 영향을 받으므로, 더운 날씨가 지속하고 강우량이 많다. 이로 인하여 상록활엽수 위주의 밀림이 나타나며, 생물이 살기에 좋은 환경이기 때문에 복잡한 구조를 지녔다. 해안가에서는 주로 열대와 아열대에서 바닷물이 주기적으로 잠겨 소금기가 많은 지대에서 자라는 상록수림인 맹그로브가 나타난다. 열대 우림 지역은 가장 추운 달의 평균 기온이 18˚C를 넘으며, 일교차가 연교차보다도 더 크다.
아마존 우림과 동남아시아 대밀림 정글과 말레이 제도 등은 열대 우림 밀림의 대표적인 예이다. 열대 우림 밀림의 동남아시아와 같은 일부 지역에서는 스콜이 발생한다. 농업은 주로 플랜테이션 농업을 한다. 토양은 주로 라테라이트로, 염기와 규산 등이 용탈되어서 배수가 매우 잘 되지만, 농업에는 좋지 않다. 모기가 많이 자생해 말라리아와 같은 병이 생기기도 한다.
열대 우림 기후는 다양하고 많은 식물이 자생하기 때문에 많은 산소를 만들어 낸다. 특히 남아메리카의 셀바스 지역은 지구 전체 산소량의 ¼을 만들어 내기 때문에 ‘지구의 허파’라고도 불리는 곳인데, 현재 벌목과 개발 사업으로 인해 황폐해지고 있어 이러한 개발 사업에 대한 비판 여론과 옹호 여론이 공존한다.
열대 우림 기후는 사바나 기후와 자주 비교되는데, 둘 다 열대 기후라는 공통점이 있지만, 열대 우림 기후는 1년 내내 덥고 습윤하며 강우량이 많은 데 비해, 사바나 기후는 비가 많이 내리는 우기와 비가 적게 내리는 건기가 뚜렷하다는 차이가 있다.

## 분포
- 아프리카 콩고 분지 등의 정글 지대
- 남아메리카의 아마존강 유역(아마존 우림 지대)
- 인도양의 도서 지역(세이셸, 레위니옹 등)
- 동남아시아 및 태평양의 도서 지역(수마트라섬, 뉴기니섬, 괌섬, 사키시마 제도, 오가사와라 제도 등)

## 같이 보기
- 쾨펜의 기후 구분
- 열대 기후
- 열대 우림